# Gösta Pettersson
Pour les articles homonymes, voir Pettersson.
Gösta Pettersson est un ancien coureur cycliste suédois, né le 23 novembre 1940 à Vårgårda, plusieurs fois champion du monde du 100 kilomètres contre-la-montre par équipes et vainqueur du Tour d'Italie 1971.
Il a un impressionnant palmarès en tant qu'amateur, ayant dominé la catégorie dans les années 1960 tant en individuel qu'en équipe, notamment dans l'exercice du contre-la-montre par équipes, où il était associé à ses trois frères Sture, Erik et Tomas, dont il est l'aîné. Il considérait en effet l'exercice par équipes, sur route ou sur piste (poursuite), comme la discipline de base du cyclisme.
Outre ses trois titres de champion du monde du contre-la-montre par équipes, il a remporté de nombreuses courses par étapes dont la Milk Race en 1968, dont il a conservé la tête du premier au dernier jour des quatorze étapes. 
Coureur professionnel de 1970 à 1974, il s'agit du premier, et à ce jour unique, vainqueur suédois d'un grand tour, ainsi que du seul à terminer sur le podium du Tour de France (en 1970).

## Biographie

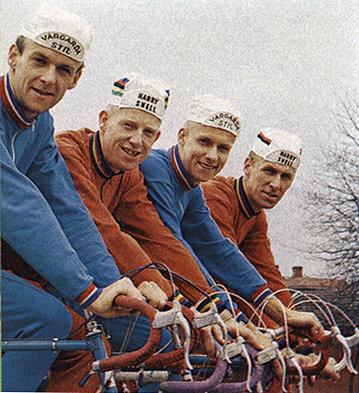
Les frères Pettersson en 1967.

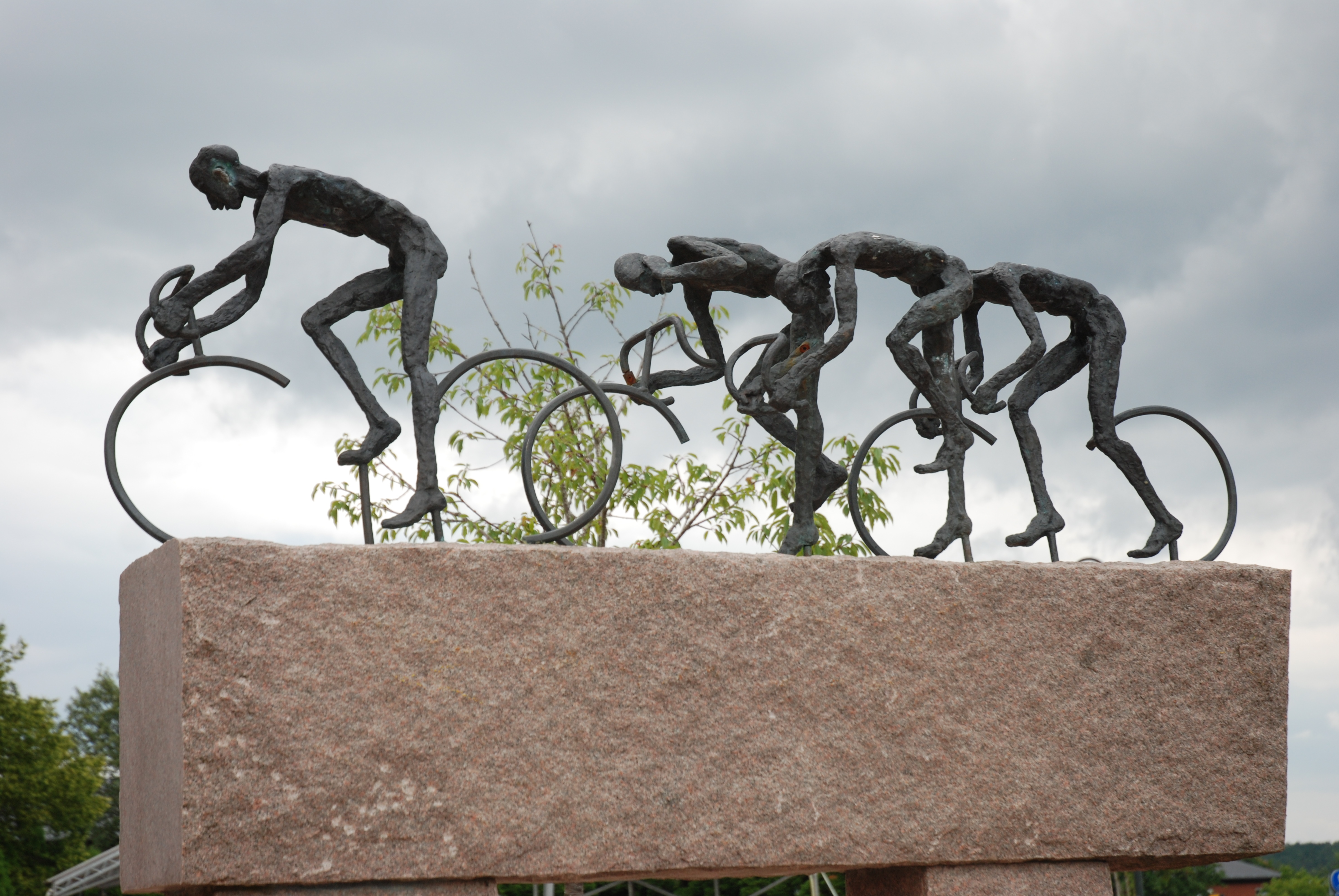
Les quatre frères immortalisés par Bosse Anås à Murartorget (Vårgårda).

Sollicité pour passer professionnel dès 1965, il refuse en raison de l'absence de contrôles antidopage, à l'époque, mais aussi pour suivre la progression de ses frères et pour participer aux Jeux olympiques de 1968. Les Jeux de Mexico constitueront une grande déception pour le coureur et pour la Suède, qui espérait au moins une médaille d'or. Malgré une médaille d'argent par équipes et une médaille de bronze en individuel, Pettersson ne répond pas à l'attente de son pays. Après deux nouveaux titres par équipes à Montevideo en 1968 et Brno en 1969 ainsi qu'une troisième place au Tour de l'Avenir derrière Joop Zoetemelk et Luis Zubero, Gösta Pettersson passe professionnel en 1970, n'ayant plus rien à démontrer dans la catégorie inférieure.
Il rejoint avec ses trois frères l'équipe Ferretti alors dirigée par Alfredo Martini. Ses débuts sont remarquables : vainqueur du Tour de Romandie, il termine sixième du Tour d'Italie, remporté par Eddy Merckx puis troisième du Tour de France, à nouveau derrière Merckx et Zoetemelk. Il était à cette occasion le premier nordique à monter sur le podium, son frère Tomas prenant la deuxième place de l'étape contre-la-montre de Bordeaux.
L'année 1971 marquait une nouvelle progression au sein d'une équipe renforcée par l'arrivée d'Italo Zilioli : après un début de saison qui confirmait son statut parmi les meilleurs coureurs du monde (troisième de Milan-San Remo, deuxième de Paris-Nice, du Tour de Sardaigne, à chaque fois derrière Eddy Merckx, et de la Semaine catalane derrière Raymond Poulidor), il remporte le Tour d'Italie devant Herman Van Springel, leader de l'équipe Molteni en l'absence de Merckx, vainqueur l'année précédente. Au cours de cette édition montagneuse, et alors que Gimondi avait craqué dans la longue remontée des Apennins, l'Italien Michelotto, leader depuis neuf jours, en perdition dans le Pordoi, s'accroche à une voiture pour ne perdre finalement qu'une minute trente (ainsi qu'une pénalité d'une minute) sur le Suédois. Celui-ci revêtira le maillot rose le lendemain, et remportera ensuite ce tour sans gagner de succès d'étape.
Présenté comme un des rivaux possibles de Merckx pour le Tour de France, il avait en réalité déjà puisé dans ses réserves au cours d'une dernière semaine de Giro très dense. Il participe, sans prendre d'initiative, à l'échappée de Grenoble qui voit Merckx perdre son maillot jaune au profit de Zoetemelk. troisième du classement général avant l'étape d'Orcières-Merlette, il perd du terrain dans le contre-la-montre d'Albi. Épuisé, il abandonne le même jour que Luis Ocaña, dans l'étape Revel-Luchon alors qu'il était encore cinquième au classement général.
On ne le reverra plus sur le Tour de France. Malgré ses résultats et l'élégance de son style, il y était peu apprécié, souffrant d'une réputation de suiveur qu'il partageait à l'époque avec Zoetemelk et qui était surtout la traduction de la supériorité de Merckx, regardé comme invincible jusqu'à la grande offensive menée durant le Tour 1971 par Ocaña, et parfois par Bernard Thévenet et Agostinho. De fait, excellent rouleur — comme son frère Tomas avec lequel il remporta le trophée Baracchi — grimpeur de grande qualité, il n'attaquait jamais, comptant sur sa régularité pour se placer dans les courses par étapes.
Après l'arrêt de ses frères Erik en 1972 puis Sture fin 1973, il poursuit sa carrière avec Tomas d'abord chez SCIC puis dans l'équipe Magniflex. À près de 34 ans, il menace encore Merckx dans la montagne du Tour de Suisse 1974 et démontre une forme qu'il regarde, plus encore que le Giro 1971, comme le sommet de sa carrière. En 1975, il arrête le cyclisme professionnel pour tenir dans son pays un magasin de cycles et dispute des courses amateurs mineures. La fédération suédoise, qui tient rancune aux frères Pettersson d'être passés professionnels et d'avoir couru en Italie, leur inflige en effet une interdiction de cinq ans de participer aux championnats nationaux et aux courses les plus importantes.
Ainsi prit fin la carrière du coureur qui reste considéré comme le meilleur coureur suédois de tous les temps.

## Palmarès

### Palmarès amateur
- 1961
  - Champion des Pays nordiques du contre-la-montre par équipes (avec Sune Hansson, Herbert Dahlbom et Oswald Johansson)
- 1962
  - Champion des Pays nordiques du contre-la-montre par équipes (avec Owe Adamsson, Paul Munther et Sune Hansson)
  -  Champion de Suède du contre-la-montre
  - Trois Jours du Danemark
  - 4e étape du Tour de Tunisie
  - 2e du Tour de Tunisie
  - 2e du championnat de Suède sur route
- 1963
  - Champion des Pays nordiques du contre-la-montre par équipes (avec Stig Blom, Bengt Lager et Sture Pettersson)
  -  Champion de Suède du contre-la-montre
  - 5ea étape du Sex-Dagars (contre-la-montre)
  - Solleröloppet
  - 2e des Sex-Dagars
- 1964
  -  Champion de Suède du contre-la-montre
  - Tour de Tunisie :
    - Classement général
    - 3e et 12e (contre-la-montre) étapes

  - 3e du championnat de Suède sur route
  -  Médaillé de bronze du contre-la-montre par équipes des Jeux olympiques de Tokyo (avec Sture Pettersson, Sven Hamrin et Erik Pettersson)
  -  Médaillé de bronze au championnat du monde sur route amateurs
  - 7e de la course en ligne des Jeux olympiques de Tokyo
- 1965
  - 2e du championnat des Pays nordiques du contre-la-montre par équipes
- 1966
  -  Champion de Suède du contre-la-montre
  -  Champion de Suède du contre-la-montre par équipes (avec Sture Pettersson et Erik Pettersson)
  - Champion des Pays nordiques du contre-la-montre par équipes (avec Sture Pettersson, Erik Pettersson et Tomas Pettersson)
  - 3e du championnat des Pays nordiques sur route
  - 5e du championnat du monde sur route amateurs
- 1967
  -  Champion du monde du 100 km contre-la-montre par équipes amateurs (avec Sture Pettersson, Tomas Pettersson et Erik Pettersson)
  - Champion de Scandinavie du contre-la-montre par équipes (avec Sture Pettersson, Tomas Pettersson et Erik Pettersson)
  -  Champion de Suède du contre-la-montre
  -  Champion de Suède du contre-la-montre par équipes (avec Sture Pettersson et Erik Pettersson)
  -  Champion de Suède du contre-la-montre par équipes amateurs (avec Sture Pettersson, Tomas Pettersson et Erik Pettersson)
  - Sex-Dagars :
    - Classement général
    - 5ea étape (contre-la-montre)

  - Skandisloppet
  - Classement général du Tour du Maroc
  - 2e du Berliner Etappenfahrt
- 1968
  -  Champion du monde du 100 km contre-la-montre par équipes amateurs par équipes (avec Sture Pettersson, Tomas Pettersson et Erik Pettersson)
  - Champion de Scandinavie du contre-la-montre par équipes (avec Sture Pettersson, Tomas Pettersson et Erik Pettersson)
  -  Champion de Suède du contre-la-montre par équipes (avec Sture Pettersson et Erik Pettersson)
  - Milk Race :
    - Classement général
    - 1rea (contre-la-montre), 1reb et 8eb (contre-la-montre) étapes

  - 2e du Tour de Yougoslavie
  - 2e du championnat de Suède sur route
  - 2e du Grand Prix d'Annaba
  -  Médaillé d'argent du contre-la-montre par équipes des Jeux olympiques de Mexico (avec Sture Pettersson, Tomas Pettersson et Erik Pettersson)
  -   Médaillé de bronze de la course en ligne aux Jeux olympiques de Mexico
- 1969
  -  Champion du monde du 100 km contre-la-montre par équipes amateurs (avec Sture Pettersson, Tomas Pettersson et Erik Pettersson)
  - Champion des Pays nordiques du contre-la-montre par équipes (avec Sture Pettersson, Tomas Pettersson et Erik Pettersson)
  -  Champion de Suède sur route
  -  Champion de Suède du contre-la-montre
  -  Champion de Suède du contre-la-montre par équipes (avec Tomas Pettersson et Erik Pettersson)
  - Sex-Dagars :
    - Classement général
    - 5ea étape (contre-la-montre)

  - Grand Prix d'Annaba
  - Classement général du Tour d'Algérie
  - Prologue du Tour de l'Avenir
  - 3e du Tour de l'Avenir

### Palmarès professionnel
| - 1970 - Tour de Romandie : - Classement général - 4eb étape (contre-la-montre) - 1reb étape de la Cronostaffetta (contre-la-montre) - Coppa Sabatini - Trophée Baracchi (avec Tomas Pettersson) - 2e du Grand Prix de Forli - 2e de la Cronostaffetta - 2e du Grand Prix de Lugano - 3e du Tour de France - 5e de Paris-Luxembourg - 6e du Tour d'Italie - 1971 - Tour des Marches - Classement général du Tour d'Italie - Tour des Apennins - 2e du Tour de Sardaigne - 2e de Paris-Nice - 2e de la Semaine catalane - 2e du Trophée Baracchi (avec Tomas Pettersson) - 2e du Grand Prix de Lugano - 2e du Grand Prix de Baden-Baden (avec Tomas Pettersson) - 3e de Milan-San Remo - 3e du Grand Prix de Forli - 4e du Super Prestige Pernod | - 1972 - 7e étape du Tour d'Italie - Trophée Cougnet - 2e du Tour des Pouilles - 3e du Grand Prix de Forli - 3e du Trophée Baracchi (avec Tomas Pettersson) - 6e du Tour de Romandie - 6e du Tour d'Italie - 9e de Milan-San Remo - 1973 - 8eb étape du Tour de Suisse (contre-la-montre) - 1reb étape de la Cronostaffetta (contre-la-montre) - 2e de Cuneo-Limonetto - 2e du Trophée Baracchi (avec Davide Boifava) - 3e du Tour de Sardaigne - 3e du Tirreno-Adriatico - 7e du Tour de Suisse - 8e du Tour de Romandie - 1974 - 2e du Tour de Suisse - 2e du Trophée Baracchi (avec Martín Emilio Rodríguez) - 10e du Tour d'Italie |  |

### Résultats sur les grands tours

#### Tour de France
2 participations
- 1970 : 3e
- 1971 : abandon (14e étape)

#### Tour d'Italie
5 participations
- 1970 : 6e
- 1971 :  Vainqueur du classement général,  maillot rose pendant 3 jours
- 1972 : 6e, vainqueur de la 7e étape
- 1973 : 13e
- 1974 : 10e

## Distinctions
- Svenska Dagbladets guldmedalj (sportif suédois de l'année) : 1967 (avec ses frères Sture, Erik et Tomas)